# Einar Landvik
Einar Aslaksen Landvik (Kviteseid, 25 marzo 1898 – Tinn, 27 novembre 1993) è stato un combinatista nordico norvegese.

## Palmarès

### Mondiali
- Bronzo a Lahti 1926 nella combinata nordica.

## Onorificenze
- Medaglia Holmenkollen (1925)